# Île Minicoy
Pour l’article homonyme, voir Minicoy.
L'île Minicoy est une île d'Inde située dans la mer des Laquedives et faisant partie de l'atoll de Minicoy avec l'îlot de Viringili.

## Géographie

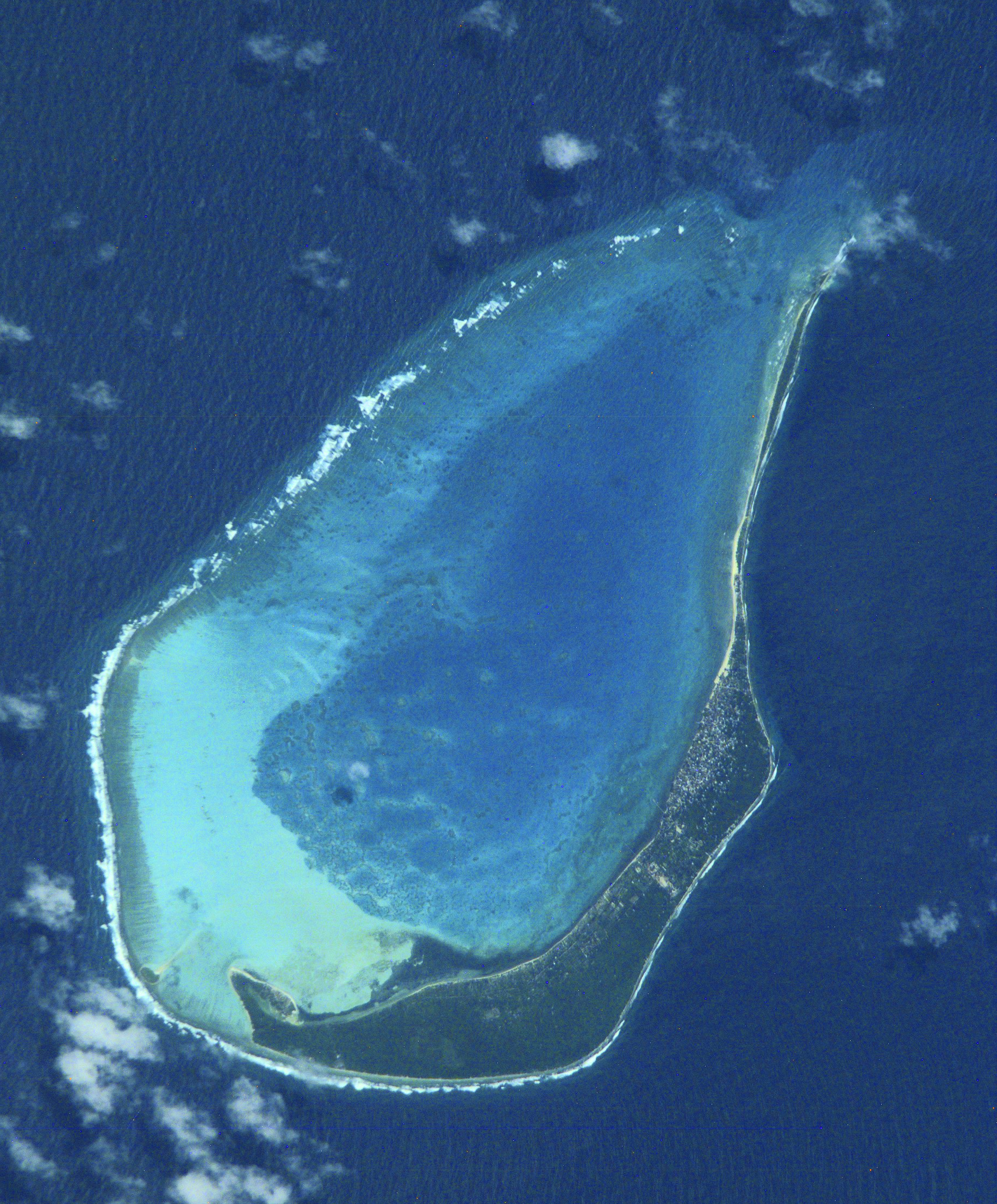
Image satellite de l'île Minicoy dans le sud-est de l'atoll.

Baignée par la mer des Laquedives, l'île Minicoy se situe dans le sud-est de Minicoy, un atoll du territoire indien de Lakshadweep. L'îlot de Viringili se situe juste à l'ouest de Tunda Point, l'extrémité sud-ouest de l'île. Son extrémité nord est Kodi Point
Elle est couverte d'une végétation tropicale et comporte une route principale, un port, un phare, un village et quelques installations touristiques.